# Christian Chenay
Christian Chenay (ur. 20 czerwca 1921 r. w Angers) – francuski lekarz.

## Życiorys
Urodził się 20 czerwca 1921 r. w Angers. W czasie II wojny światowej i okupacji niemieckiej znalazł się na liście robotników przymusowych, uciekł z pociągu wiozącego go do Drezna. Powrócił do Francji, ale jako zbiegły z transportu ukrywał się. Zamieszkał w Nantes, gdzie podjął studia medyczne, które sfinansował z pracy w stoczni w Saint-Nazaire. Aż do wyzwolenia, dla bezpieczeństwa, nie utrzymywał kontaktu z rodziną.
Po wyzwoleniu podjął pracę jako lekarz stażysta w szpitalu w Seine i uzyskał doktorat. Przez rok przebywał w Chicago i Los Angeles, gdzie wykładał fizjologię. W 1950 r. zamieszkał w Athis-Mons, ale ostatecznie rok później osiadł w Chevilly-Larue. Pomimo osiągnięcia wieku emerytalnego kontynuował pracę, także po ukończeniu 100. roku życia. 18 kwietnia 2023 r. otrzymał odznaczenie Rady Departamentu Doliny Marny za długie wykonywanie zawodu lekarza.